# География на Наруто
В анимето и мангата „Наруто“ и „Наруто: Ураганни Хроники“, действието се изпълнява в няколко главни и второстепенни държави. Всяка една от тях е с различни размери, култури, военни сили и пейзажи. Макар и да са много, само в някои от тях се извършва главното действие в серията.

## Петте велики шиноби нации
От всичките страни, разпръснати в Света на Наруто, пет се смятат за най-силни и влияят на всички останали и се наричат Петте велики шиноби нации. Те са: Страната на Земята, Страната на Огъня, Страната на Светкавицата, Страната на Водата и Страната на Вятъра. Всяка една представя един от елементите (по ред: земя(на японски: „тсучи“, огън(на японски: „хи“ или „хо“), светкавица(на японски: „каминари“, „рай“), вода(на японски: „мизу“) и вятър(на японски: „казе“) и се управлява от Каге(от японски:„сянка“). Петте Кагета са: Хокаге – лидерът на Коноха, т.е. Селото скрито в Листата, Тсучикаге – лидерът на Ивагакуре, т.е. Селото скрито в Камъните, Райкаге – лидерът на Кумогаруре, т.е. Селото скрито в Облаците, Мизукаге – лидерът на Киригакуре, т.е. Селото скрито в Мъглата, и Казекаге – лидерът на Сунагакуре, т.е. Селото скрито в Пясъка. Техните скрити села се наричат Петте Велики Скрити села.

### Земята на Огъня
Земята на Огъня (火の国) е дом на множеството от Наруто герои (включително и на самия Наруто). Тя е подходящ ориентир към елемента на огъня, тъй като има много слънчево и топло време, с което гражданите се наслаждават и също има богата реколта през цялата година. Заради местоположението си, Земята на Огъня търгува много с околните страни, давайки ѝ една от най-големите популации и най-силна икономика в Света на Наруто. Често е зачитана като една от най-силните страни.

#### Видни места
Едно от най-хубавите места за Наруто са: Беседката на която Шикамару обича да си поспива, но веднъж като отива там вижда Акимичи Чоуджи и Акимичи Чоуза (баща му). Оттогава Чоуджи става приятел с Шикамару и всичките им срещи са там. Друго хубаво място е магазинът Ичираку Рамен. Той се намира в една тиха и спокойна уличка на Коноха. Там Наруто много обича да яде рамен. Той много често е там с Ирука който му прави компания. Няма как да не се забележи планината в която са издълбани лицата на четирите Хокагета, а после се правят и лицата на Петия, Шестия и Седмия Хокаге – съответно Сенджу Тсунаде, Хатаке Какаши и Узумаки Наруто.
Гората на Смъртта;
Гората на смъртта (死の森), също известна като 44-та тренировъчна зона, е сцена на втория етап от изпита за Чуунин. Основната ѝ функция е да служи като терен за изпитване на уменията на всички Генини, които искат да станат Чуунини. Гората е много опасно място, обитавано от смъртоносни хищници и отровни растения.
Има 4 входа, водещи към гората. Тя е заобиколена от метална ограда с 44 порти, откъдето всички нинджи започват изпитанието. В заградената територия, освен гора, има река и кула, разположена в центъра. Радиусът на гората е 10 км.
Кулата е дестинацията, към която се стремят нинджите, след като съберат 2 свитъка. Всеки отбор започва с 1 свитък. За да премине теста един отбор, трябва да открие друг, разполагащ с противоположния свитък и да го открадне. Вътре в кулата има голяма арена, където се провеждат предварителни битки преди третия изпит, ако са останали твърде много участници.
Магазинът за Ичираку Рамен
Магазинът за Ичираку Рамен е любимото място за хапване на Наруто Узумаки и Ирука Умино. Заведението се държи от Теучи и дъщеря му Аяме. Те са едни от много малкото жители на Коноха, които не гледат на Наруто с лошо око, а го имат за един от любимите си клиенти.
Долината на Края
Долината на Края (終わりの谷) е мястото, където Първия Хокаге побеждава Мадара Учиха. За да помнят битката им, хората издигат там две огромни статуи на двамата, обграждащи голям водопад. Много години по-късно Наруто Узумаки и Саске Учиха водят битка на същото място. След поражението на Наруто, Какаши Хатаке заявява, че Саске и Наруто много приличат на Мадара и Четвъртият Хокаге.

### Земята на Водата
Земята на Водата (水の国) е образувана главно от много островчета, всеки от които има свои уникални традиции. Времето на страната е типично хладно, мъгливо и пълно с езера, но на някои места е много студено и вали предимно сняг.

#### Селото скрито в Мъглата (Киригакуре)
Селото скрито в Мъглата е второто скрито село, което се среща в анимето. Хората от него са просто облечени – не носят много дрехи. Нинджи от там са: Забуза Момочи, Хаку, Кисаме Хошигаки, Чоуджуро, Ао, Суирен, Хозуки Суигетсу и брат му – Хозуки Мангетсу. Имената на първия и третия мизукаге са неизвестни. Вторият мизукаге е Хозуки Генгетсу, четвъртият – Каратачи Ягура, петият е Теруми Мей, а шестият – Чоуджуро. Типично за нинджите в това село е да се обучават в Кенджутсу (Техники с меч). Селото е известно със своите седем меча: Кубикирибочоу (Мечът на екзекутора), Хирамекарей (Мечът Близнак), Светкавичните остриета Киба (Зъб), Експлодиращото острие Шибуки (Плясък), Дългият меч Нуибари (Шевна игла), Кабутовари (Разбивач на каски) и Самехада (Кожа на акула). Хората, които ги използват са известни като Седемте Нинджа Мечоносци на Скритата Мъгла. Те са различни през поколенията. Например по време на 4-тата Велика Нинджа Война биват съживени с техниката Нечисто Възкресение (Едо Тенсей): Момочи Забуза, Хозуки Мангетсу, Суиказан Фугуки, Мунаши Джинпачи, Ринго Амеюри, Куриараре Кушимару и Акебино Джинин. През ерата на четвъртия мизукаге – Ягура селото се изолира от останалите, но след това петата – Теруми Мей се присъединява към Организацията на Обединените Шиноби Сили.

### Земята на Земята

#### Селото скрито в Камъните (Ивагакуре)
Селото скрито в Камъните е управлявано от Тсучикаге. Това село е водело битка срещу Селото скрито в Пясъка и са победили без нито една жертва. Нинджи от това село са: Куротсучи, Акатсучи, Тайсеки, Махиру, Какоу, Сузумебачи, Джибачи, Секки, Контсучи и др. Първият тсучикаге е Ишикава, вторият – Муу, третият – Оуноки, а четвъртият е внучката на Оуноки – Куротсучи.

### Земята на Светкавицата

#### Селото скрито в Облаците (Кумогакуре)
В това село са родени джинджуурикитата на Двуопашатата Котка – Лейди Югито, и Осмоопашатият Октопод – Килър Бий.
Лидерът на селото се нарича Райкаге.

### Земята на Вятъра

#### Селото скрито в Пясъка (Сунагакуре)
От Селото скрито в Пясъка са произлезли много смъртоносни нинджи. В селото убийството е нещо традиционно. Там хората са облечени нормално – нито прекалено малко дрехи, нито прекалено много. Там има 4 нинджи – Гаара, Канкуро, Бакии Темари. Водач на селото им е Казекагето. По-късно самият Гаара става Казекаге. По време на анимето селото е в упадък. Оручимару е взел тялото на Четвъртия Казекаге (баща на Гаара, Темари и Канкуро). По този начин той убеждава всички в селото че са в такова състояние заради Коноха и единствения начин да се измъкнат е да се съюзят със Селото скрито в Звука и да нападнат заедно Коноха. След неуспешното нападение нинджите от Пясъка разбират измамата и си връщат добрите отношения с Коноха и през епизодите двете села взаимно си помагат.
Темари е най-голямото дете и единствената дъщеря на Четвъртия Казекаге Раса. Известна е с това, че използва огромно желязно ветрило, за да призовава и контролира вятърните си техники. Канкуро е второто дете на Четвъртия. В битка използва три големи дървени кукли, в които е скрил множество напоени с отрова оръжия. Смятат го за най-слабия нинджа в семейството на Казекагето и Гаара често му се подиграва за това. Контролира куклите си чрез конци, които изплита от чакрата си. Гаара е най-малкото дете на Четвъртия. Майка му Карура умира при раждането му, докато баща му и Старехшина Чийо запечатват в него Ичиби – Едноопашатият звяр Шукаку. Всички го мразят, заради Демона, затворен в него. Гаара постепенно започва да вярва, че ще стане силен, ако обича единствено себе си и не го е грижа за другите. След битката му с Наруто Узумаки, той отхвърля тази логика и отново започва да изпитва приятелски чувства към съселяните си. След време става Казекаге на своето село и всички започват да го уважават. Наруто е най-добрият му приятел.

## Второстепенни страни

### Земята на Дъжда

#### Селото скрито в Дъжда (Амегакуре)
Селото скрито в дъжда е често споменавано в Наруто, но за него се знае малко. Лидер на селото е Саламандърът Ханзо. Там са родени Конан, Яхико и Нагато които остават сираци след Третата Велика Нинджа Война. Те се натъкват на легендарните санини Джирая, Цунаде и Oрочимару. Джирая се смилява над тях и обучава децата за три години на нинджутсу, след което се връща в Коноха. Яхико създава Акатсуки като организация за световен мир, която след смъртта му бива оглавявана от Учиха Обито (Когото в това време всички мислят за Учиха Мадара) и напълно променя целите на организацията.

### Земята на Вълните
Земята на Вълните (波の国) е относително бедна нация и затова няма скрито село. Тя е изолиран остров, но, въпреки това, е била благоприятно място за живеене, докато Гато не дошъл. Той разчупил волята на хората и монополизирал внасящата/изнасящата индустрия, което било решаващо за икономията им. Първата истинска мисия на отбор 7 е била към тази страна и с помощта на Забуза Момочи и гражданите, дошъл края на Гатовския период на терор.

#### Великият мост Наруто
Построяването на този мост обаче пряко нарушава финансовите интереси на престъпника Гато и той прави всичко възможно проектът да не успее. Тук се намесват нашите герои. Изпратени на мисия с ранк С, която после се оказва мисия от Ранг А, Наруто, Саске, Сакура и Какаши, както знаете, бяха изпратени да пазят Тазуна – строителят на този мост. Когато отивали до страната на вълните бяха цел на Забуза, Момочи и Хаку, наети от местния престъпник Гато. По време на строежа на моста няколко пъти мостът и строителите биват нападнати от хората на Гато. Като опити за сплашване бяха отвлечени Тсунами – дъщерята на Тазуна, и Инари – внука на Тазуна и син на Тсунами. След многократни битки Наруто вдъхновява малкия Инари, който вдига цялото село на бунт. Заедно с нашите герои хората от селото и умиращият Забуза Момочи, който с последни сили убива множество от хората на Гато, захапал кунай, даден му от Наруто Узумаки, убива и Гато, използвайки илюзия (Генджутсу – Genjutsu), която го кара да изглежда като демон в очите на жертвите си. Така убивайки Гато, хората му се демотивират и с последен напън от нашите герои, които са изтощени от всичките битки, и със сериозен отпор от страна на селяните, хората на Гато биват окончателно прогонени. Заради всичко това и заради действията на самия Наруто, когато си тръгвали, Тазуна казал, че мостът ще се казва „Великият мост Наруто“ (The great Naruto bridge), в чест на това което Наруто е направил за селото и хората.

### Земята на Оризовите Полета

#### Селото скрито в Звука (Отогакуре)
Селото скрито в звука е създадено от Оручимару (един от легендарните санини и бивш член на Акатски). От него произлизат не много нинджи. За сега знаем само за Зако Абуми Досу Кинута и Тсучи Ким който са генини и после умират. Други нинджи са Кидумару Таюя Джиробу и братята Сакон и Акон който са чунини. Последен нинджа е Кабуто Якуши. Той е бивш шпионин на Акатски. Там отива и Саске да тренира с Оручимару.

### Земята на Водопадите
Земята на Водопадите е известна с клана Узумаки. Също така тази страна е известна като страната на дълголетието защото хората са живеели дълго. Най-известния клан е кланът Узумаки. Там е родена и майката на Наруто Кушина Узумаки. Основния герб на клана Узумаки става и герб на приятелството в Коноха защото Коноха и Такигакуре (Селото в скрития водопад) са били в добри отношения. Шинобита от земята на водопадите са били и много добри в запечатващите техники.

#### Селото в Скрития Водопад (Такигакуре)
Село съществувало, но било унищожено от Селото на дъжда през втората велика война. То било изградено до голям язовир, където се вливали десетте велики водопада. Главни техники били съсредоточени във водния елемент, както и други разнообразни техники.

### Земята на Мечките

#### Селото на скритата звезда (Хошигакуре)
Селото Скрито в Звездата е създадено заради мистериозната звезда която пада на мястото където сега се намира тренировъчен център където се обучават нинджите на селото. Тази звезда дава голяма сила на всеки който тренира с нея. Тази сила се изявява в специални нинджа техники и много силна чакра. Но тази голяма сила има опасен страничен ефект. Всеки който тренира със звездата след време се разболява и умира. Болестта се развива бавно докато изведнъж не повали нинджата на легло. Симптомите са кашлица, треска, внезапни припадъци. Може да бъде излекувана само от изключително способен нинджа лекар. Заради това Хотаруби и Натсухубоши млади нинджи които разбират колко е опасна звездата тайно я взимат и бягат от селото. Но Третия Хошикаге тръгва с другите нинджи от селото и залавя Хотаруби и Натсухубоши. Обещава им че ще спре тренировките със звездата. Но те трябва да напуснат селете завинаги и да пазят дори след смъртта на Третия Хошикаге тренировки да няма. Двамата изоставят сина си Сумару в селото. Всички пазят от Сумару истината за родителите му. Той израства с мисълта че родителите му са убити докато са пазили звездата. По късно когато Наруто, Неджи, Тен-Тен и Рок Лий отиват на мисия да опазят звездата Сумару научава истината. Междувременно Акахоши заедно със свои съмишленици убива Третия Хошикаге защото той отказва да върне тренировките. Никой не ги разкрива и Акахоши става Заместник-Хошикаге. Натсухубоши напада селото за да вземе звездата. Затова и Наруто, Неджи, Тен-Тен и Рок Лий са извикани в селото. Натсухубоши жертва живота си за ги защити от Акахоши и да вземе звездата. Едва намерил майка си Сумару я загубва завинаги. Звездата е унищожена а Акахоши и съюзниците му наказани. Сумару става Четвърти Хошикаге. Сумару не познава баща си защото той умира скоро след като с Натсухубоши напускат селото от страничния ефект на тренировките. Най-важните места в селото са Границата на Страната на Огъня и Станата на Мечките, тренировъчната зала на звездата и мястото където е скрита.
Родното място на Кушина Узумаки – майка на Наруто Узумаки и Съпруга на четвъртия хокаге Минато. Но по времето на филма Наруто и Наруто Шипуден, земята на водовъртежа не съществува, поради това че в миналото е била унищожена

### Земята на Птиците
Земята на птиците е управлява на от Феодален лорд. Там няма нинджи.

### Земята на Демоните
Земята на Демоните е много тайнствена страна. Тя е наречена така, защото там е убежище за много нинджи, които са създали демони. Там е родена и Шион – Жрицата на Светлината. Тази страна се среща в Първия филм на Наруто Шиппууден.

### Земята на Луната

#### Селото скрито под Луната (Гетсугакуре)
Селото скрито под Луната (Гетсугакуре) (月隠れの里) е скрито село в Земята на Луната. Селото се появява за кратко на лентата за глава по време на изпита за Чуунин.

## Скрити села с незнайна локация
Това са скритите села, за които не се знае в коя земя се намират. А именно: